# Distrito de El Arenal
El distrito de El Arenal es uno de los siete que conforman la provincia de Paita ubicada en el departamento de Piura en el Norte del Perú. Limita por el Norte, el Sur y el Oeste con el distrito de Colán y por el Este con los distritos de Amotape y La Huaca.

## Historia
El distrito fue creado el 3 de noviembre de 1874 durante el gobierno de Presidente Manuel Pardo y Lavalle. 

## Geografía
Tiene una extensión de 8,19 km² y una población estimada superior a los 1 133 habitantes.

## División administrativa
El distrito de El Arenal contiene las siguientes localidades:
- El Arenal
- Nueva Tahona
- El Tablazo
- Nueva Rinconada

## Autoridades

### Municipales
Gestión 2023- 2026
- Alcalde: Jesús Jhordan fernández López.

- Gestión 2019- 2022
  - Alcalde: Alberto Gonzales Ipanaqué.
  - Regidores: Sergio Hugo Loayza Zegarra, Eulogio Prado Castillo, Hisella Lizbeth Saldarriaga Prado, José Diómedes Morales Yarlequé, Rigoberto Véliz Benites.
- Gestión 2015-2018. 
  - Alcalde:  Héctor José Fernández Clement.
  - Luis Ernesto Medina Gonzales, Luis Alexander Ramos Saldarriaga, Jesús Nazareno Pasache Yovera, Aracely Natividad Torres Palacios, Víctor Manuel Palacios Lachira.
- Gestión 2011-2014[1]
  - Alcalde: Malve del Carmen Luna Sandoval, del Partido Aprista Peruano (PAP).
  - Regidores: Javier Sosa Castillo (PAP), Juan Alberto Zevallos Bernal (PAP), Pedro Antonio Palacios Dioses (PAP), Santos Tempora Pasache Yovera (PAP), Yojani Guevara Chapilliquén (Fuerza Provincial Paiteña).
- Gestión 2007-2010
  - Alcalde:  Héctor José Fernández Clement.
  - Regidores: Paola Regina Aparcana Ávila, Medardo Ramos Chiroque, José Francisco Yovera Timaná, Rosa Amelia Zapata Benites, Félix Amos Estrada Saavedra
- Gestión 2003-2006
  - Alcalde:  Héctor José Fernández Clement.
  - Regidores: Alberto Gonzales Ipanaqué, Narciso Yovera Chávez, Doris Yojani Saldarriaga García, Juan José Lizana Mogollón, Segundo Primitivo Benites Vilela.
- Gestión 1999-2002
  - Alcalde:  Víctor Manuel Palacios Lachira
  - Regidores: Adalberto Astudillo Clement, Luis Pardo Zevallos, Concepción María Columbus de Ayala, Oswaldo Daniel Alburqueque Cruz, Silvia Dioses Cruz.
- Gestión 1996-1998
  - Alcalde:  Víctor Manuel Palacios Lachira
  - Regidores: Adalberto Astudillo Clement, Angel Pardo Zevallos, Aida Beatriz Guevara Alburqueque, Malve Luna Sandoval, Miguel Girón Vega.
- Gestión 1993-1995
  - Alcalde:  Segundo Primitivo Benites Vilela
  - Regidores: Leoncio Clement Benites, Alberto Gonzales Ipanaqué, Hipólito Estrada Saavedra, Victorino Dioses Yarlequé, Luis Ernesto Medina Gonzales.
- Gestión 1990-1992
  - Alcalde:  Malve del Carmen Luna Sandoval
  - Regidores: Víctor Manuel Palacios Lachira, Juan Alberto Zevallos Bernal, Luis Pardo Zevallos, Alfredo Pardo Sobrino, José Luis Zapata Benites.
- Gestión 1987-1989
  - Alcalde:  Segundo Primitivo Benites Vilela
  - Regidores: Andrés Palacios Lachira, Dionisio Silva Pardo, Alberto Gonzales Ipanaqué, Pedro Pardo Benites, María Urfelia Abad Castro
- Gestión 1984-1986
  - Alcalde:  Segundo Primitivo Benites Vilela
  - Regidores: Víctor Manuel Palacios Lachira, Santos Felipe Pardo Medina, Malve Luna Sandoval, Alberto Gonzales Ipanaqué, Colón Homero Cruz Garrido
- Gestión 1981-1983
  - Alcalde:  Wilberto Palacios Herrera
  - Regidores: Ruperto Véliz Ruiz, Miguel Girón Vega, Efraín Negrón García, Segundo Benites Vilela, Gustavo Guevara Clement.
- Gobierno Militar 1970 - 1980
  - Alcaldes: Matías Pardo Saavedra; Irma Luna Zevallos, Luis Pardo Zevallos, Adalberto Astudillo Clement.
- Gestión 1967 - 1969
  - Alcalde: Colón Homero Cruz Garrido
  - Regidores: Ignacio Saavedra Pacherres, Arturo S. Coloma Cruz, Teófilo Guevara Zevallos, Silverio Fernández Farro, Matías Pardo Saavedra.
- Gestión 1963 - 1966
  - Alcalde: Colón Homero Cruz Garrido
  - Regidores: Silverio Fernández Farro, Efraín Negrón García, María Urfelia Abad Castro, Primitivo Palacios Peña, Gustavo Guevara Clement.

### Religiosas
- Parroquia
  - Párroco: Pbro.